# Ascanio Parisani
Ascanio Parisani (Tolentino, ? - Roma, 3 de abril de 1549) foi um cardeal italiano do século XVI.

## Biografia
Nasceu em Tolentino em data desconhecida, em uma família nobre e antiga. Seu sobrenome também está listado como Parisiano. Cônego do capítulo da catedral de Cesena, 1520. Secretário do Cardeal Antonio Ciocchi del Monte.
Eleito bispo de Cajazzo em 3 de janeiro de 1528. Adiamento concedido para receber a consagração episcopal, 24 de outubro de 1528. Transferido para a Sé de Rimini em 24 de maio de 1529. Consagrado em 20 de junho de 1529, quinto domingo depois de Pentecostes, na Capela Sistina, Roma, por Gabriele Foschi, arcebispo de Durazzo, assistido por Natale de Turre, ex-bispo de Veglia, e por Francesco Sperelli, ex-bispo de San Leone.
Parisani foi cônego do capítulo da catedral de Pisa até 1534. Magister domus, 1534. Tesoureiro geral, 1534. Abade comendatário da abadia colegiada da Santíssima Virgem, Tongren, diocese de Liège. Cânone da igreja de Saint-Denis até 1535. Cânone da igreja de Saint-Servat de Utrecht, diocese de Liège, 23 de julho de 1535. Abade Comendatário do mosteiro de S. Lorenzo di S. Severino e Beata Maria de Rambona, diocese de Camerino, 1536. Escritor de resumos apostólicos, 1536; renunciou ao cargo em 12 de outubro de 1538.
Criado cardeal-presbítero no consistório de 19 de dezembro de 1539; recebeu o chapéu vermelho e o título de S. Pudenziana em 28 de janeiro de 1540. Administrador da diocese de Muro Lucano, de 15 de novembro de 1540 a 27 de junho de 1541. Legado na Úmbria e Perugia, 27 de janeiro de 1542 a 1545. Protetor da Ordem dos Servos de Maria, 1543. Legado perante o imperador, 1545-1547. Camerlengo do Sagrado Colégio dos Cardeais, 8 de janeiro de 1546 a 7 de janeiro de 1547. Legado na Campânia e Marittima, 13 de maio de 1547. Contribuiu generosamente para a reconstrução da igreja de S. Marcello, danificada por um incêndio.
O cardeal Ascanio Parisani morreu em Roma em 3 de abril de 1549. Sepultado na capela della Maddalena ou della Pietà, fundada por ele na igreja de S. Marcello.